# Jürgen Suchanek
Jürgen Suchanek (* 24. März 1955) ist ein ehemaliger deutscher Fußballspieler und derzeitiger -trainer.

## Karriere
Suchanek spielte beim Spandauer SV, von dort wechselte er für eine Saison zum VfL Wolfsburg, absolvierte fünf Spiele in der 2. Bundesliga und belegte mit seiner Mannschaft den vorletzten neunzehnten Tabellenplatz und stieg ab. Anschließend kehrte er zurück nach Spandau, die gerade in die 2. Bundesliga aufgestiegen waren. Für den Liganeuling absolvierte er 26 Ligaspiele und erzielte drei Tore. Mit acht Punkten in der Abschlusstabelle der Saison 1976/77, verabschiedete sich Spandau mit 23 Punkten Rückstand auf einen Nichtabstiegsplatz nach einem Jahr aus der 2. Liga. Suchanek wechselte in die Bundesliga zum MSV Duisburg, spielte eine Saison, ging für die Hinrunde der folgenden Saison zum SC Herford, kehrte ein Halbes Jahr zurück zu den Zebras, um dann bis 1980 in Herford zu bleiben. Für den MSV absolvierte er bei seinen zwei Bundesligaspielzeiten neun Spiele. Danach spielte er noch für den FC 08 Homburg, mit dem er in der Zweitligasaison 1980/81 in die Oberliga abstieg, und für Rot-Weiß Oberhausen in der Oberliga Nordrhein.
In der Saison 1986/87 wurde Suchanek unter Werner Lorant Spielertrainer beim Bayernligisten SV Heidingsfeld. In der Folgesaison übernahm er selber das Traineramt und wurde dabei von Günter Fürhoff unterstützt. Später war er einige Jahre Trainer beim SV Buchholz in Berlin-Pankow in der Kreisliga A. Zum Ende der Saison 2013/14 betreute er den BFC Alemannia 90 im Abstiegskampf, bevor er im Sommer 2014 als Trainer zum Landesligisten Spandauer SV zurückkehrte. Ab dem 1. September 2022 trainiert er  FC Viktoria Alpen. Seit dem 1. Juli 2023 ist er aktiver Trainer beim SV Millingen.